# 尼姆斯胡沙伊德
尼姆斯胡沙伊德是德国莱茵兰-普法尔茨州的一个市镇。总面积5.06平方公里，总人口281人，其中男性145人，女性136人（2011年12月31日），人口密度56人/平方公里。